# Шайское
Шайское — пресноводное озеро на территории муниципального образования Светлозерского Холмогорского района и муниципального образования Сийского Пинежского района Архангельской области.

## Физико-географическая характеристика
Площадь озера — 1,5 км², площадь водосборного бассейна — 120 км². Располагается на высоте 46 метров над уровнем моря.
Форма озера дугообразная, продолговатая: оно более чем на пять километров вытянуто с запада на северо-восток. Берега каменисто-песчаные, местами заболоченные.
Из западной оконечности озера берёт начало река Проезжая. С севера впадает река Сажа.
К востоку от озера проходит автодорога местного значения 11К-624 («Земцово — Сылога — Светлый»).
Населённые пункты вблизи водоёма отсутствуют.
Код объекта в государственном водном реестре — 03020300411103000005247.